# Tachyeres leucocephalus
Tachyeres leucocephalus là một loài chim trong họ Vịt.